# 柴田亜衣
柴田 亜衣（しばた あい、1982年5月14日 - ）は、日本の元水泳（競泳）選手、指導者。専門種目は自由形（中長距離）。アテネオリンピック800m女子自由形金メダリスト。400m及び1500m女子自由形の日本記録保持者。マネジメント会社は株式会社プラミン（東京都）。

## 来歴
福岡県太宰府市出身。父親が転勤族で、3歳のころ北九州市へ引っ越し、近所にスイミングスクールがあったことから通い始めたのが水泳を始めたきっかけ。小学2年の時に徳島県美馬市へ移り、そこでも地元のスイミングスクールに通う。子供の頃は体育は苦手で、通知表は5段階評価で、2や3が多かったという。この後も父親は転勤を繰り返すが、家族は美馬市に残り単身赴任となる。
徳島県立穴吹高等学校を経て、2001年4月に鹿屋体育大学に進学。
2004年、日本水泳選手権で選考基準を満たし、アテネオリンピックの競泳女子400m自由形と800m自由形の代表に選出される。8月16日の400m自由形では、当時の自己ベストをマークし5位入賞を果たす。
同年8月21日に行われた800m自由形では、大本命と言われたフランス代表のロール・マナドゥを中盤過ぎの500mあたりからじりじりと追い上げ、残り50mのターン付近で逆転して優勝し金メダルを獲得した。五輪の女子自由形での金メダル獲得は日本人初（日本の競泳女子選手のオリンピック金メダルは、1992年バルセロナ五輪200m平泳ぎの岩崎恭子以来12年ぶり史上4人目）。優勝直後のインタビューでの「泳ぐ前に先生（監督・田中孝夫）から『あわてず、あせらず、あきらめず』 という事を頭において泳げ」って言われたんで…」というコメントが、特に繰り返し放映された。
2005年4月、鹿屋体育大学大学院修士課程へ進学するとともにデサント入社。引き続き鹿屋に拠点を置き、教授の田中孝夫コーチに指導を受ける。
2007年、世界水泳選手権メルボルン大会に出場。400m自由形では日本新記録で銅メダルを獲得。1500m自由形でも日本新記録で銅メダルを獲得。しかし金メダルが期待された800m自由形決勝では6位という結果に終わる。同じ年の世界競泳千葉大会では、800m自由形でアテネオリンピック以来の自己ベスト記録を更新し優勝。
2008年4月、北京オリンピック出場をかけた日本選手権水泳競技大会に出場、400m自由形・800m自由形の2種目で優勝。2大会連続で五輪代表に選出（400mは派遣標準タイムを突破できなかったが、400mでも代表選出）。しかし8月の本番では800m自由形で全体の27位で予選落ち。同年12月、現役引退を発表。
2009年3月、鹿屋体育大学大学院修士課程を修了。以後は2011年3月31日に退職 するまでデサントで広報などを担当。2009年6月には、日本オリンピック委員会主催の「オリンピックコンサート2009」で司会を担当した。
デサントとは、退職後もアドバイザリースタッフ契約を結んで関係を残している。以後は、スポーツの普及活動をメインに、水泳の楽しさ、水との親しみ方などを伝える伝道師として、子供からマスターズスイマーまで幅広く活動中。一人でも多くの水泳やスポーツが苦手な小学生をなくすために、全国の小学校へも精力的に出向き、独自で考案したプログラムも含めて子供たちに指導を行っている。また、2011年世界水泳選手権では、テレビ朝日の中継で特別解説者として出演した。
2012年9月3日、神奈川県在住の男性団体職員と結婚する事を発表。

## 戦績
- 日本学生選手権
  - 2002年9月
    - 競泳女子800m自由形：2位
    - 競泳女子400m自由形：2位

  - 2003年9月
    - 競泳女子800m自由形：1位
    - 競泳女子400m自由形：1位

  - 2004年9月
    - 競泳女子800m自由形：1位
    - 競泳女子400m自由形：1位
- 日本選手権
  - 2002年6月
    - 競泳女子1500m自由形：2位
    - 競泳女子800m自由形：4位
    - 競泳女子400m自由形：4位

  - 2003年4月
    - 競泳女子1500m自由形：2位
    - 競泳女子800m自由形：3位
    - 競泳女子400m自由形：4位

  - 2004年4月：アテネオリンピック代表選考会
    - 競泳女子800m自由形：2位（五輪出場権獲得）
    - 競泳女子400m自由形：2位（五輪出場権獲得）

  - 2005年4月：世界水泳選手権モントリオール大会代表選考会
    - 競泳女子800m自由形：優勝（世界水泳出場権獲得）
    - 競泳女子400m自由形：優勝（世界水泳出場権獲得）

  - 2006年
    - 競泳女子1500m自由形： 16分26秒16 3位
    - 競泳女子800m自由形： 8分36秒74　2位
    - 競泳女子400m自由形： 4分12秒37　2位

  - 2007年
    - 競泳女子800m自由形： 8分26秒60 優勝
    - 競泳女子400m自由形： 4分09秒37 優勝

  - 2008年：北京オリンピック代表選考会
    - 競泳女子800m自由形： 8分28秒69 優勝（五輪出場権獲得）
    - 競泳女子400m自由形： 4分10秒38 優勝
- ユニバーシアード
  - 2003年8月
    - 競泳女子1500m自由形：6位
    - 競泳女子800m自由形：7位
    - 競泳女子400m自由形：5位

  - 2005年8月
    - 競泳女子200m自由形：4位　2:01.01
    - 競泳女子400m自由形：4位　4:14.47
    - 競泳女子800m自由形：4位　8:33.48
- アテネオリンピック
  - 競泳女子800m自由形：優勝（8分24秒54）
  - 競泳女子400m自由形：5位（4分7秒51）
- 世界水泳選手権モントリオール大会（2005年）
  - 競泳女子400m自由形：2位（4分06秒74、日本新）
  - 競泳女子800m自由形：3位
- パンパシフィック水泳選手権横浜大会（2002年8月）
  - 競泳女子1500m自由形：5位
  - 競泳女子800m自由形：4位
  - 競泳女子400m自由形：6位
- パンパシフィック水泳選手権ビクトリア大会（2006年）
  - 競泳女子1500m自由形：3位（16分11秒13）
  - 競泳女子800m自由形：2位（8分26秒41）
  - 競泳女子400m自由形：優勝（4分7秒61）
- 世界水泳選手権メルボルン大会（2007年）
  - 競泳女子400m自由形：3位（4分5秒19、日本新）
  - 競泳女子800m自由形：6位
  - 競泳女子1500m自由形：3位（15分58秒55、日本新）
- 世界競泳（2007年）
  - 競泳女子400m自由形：4位（4分7秒68）
  - 競泳女子800m自由形：優勝（8分23秒76）
- 北京オリンピック
  - 競泳女子800m自由形：予選敗退（8分41秒63）
  - 競泳女子400m自由形：予選敗退（4分17秒96）

## 表彰
- 鹿児島県：県民栄誉表彰（個人3人目）(2004/9)
- 徳島県：県民栄誉賞（個人6人目、女性初、最年少）(2004/9)
- 徳島県美馬郡脇町：町民栄誉賞
- 2004年JOCスポーツ賞特別栄誉賞（2005/7)
- 鹿児島スポーツ記者クラブ賞受賞(2005/3)
- 西日本スポーツ賞受賞(2005/3)
- 日本水泳連盟、2004最優秀選手に選出(2005/1)
- 朝日スポーツ賞受賞 (2005/1)
- 毎日スポーツ人賞受賞（新人賞）(2004/12)
- 鹿児島ロータリークラブ青少年功績賞受賞(2004/11)
- 鹿屋市スポーツ栄誉賞受賞(2004/11)
- 紫綬褒章
- 南日本文化賞受賞(2004/11)
- 文部科学大臣顕彰受賞(2004/9)
- 日本水連最優秀選手表彰(2005/11）
- 文部科学省 国際競技大会優秀者(2005/11)
- 2005年日本スポーツ賞（讀賣新聞社制定）優秀賞受賞
- 2005年度テレビ朝日ビッグスポーツ特別賞受賞

## テレビ出演
- いのちの響（TBSテレビ）
- 情熱大陸(毎日放送)
- アインシュタインの眼(NHK)
- 世界水泳上海2011(テレビ朝日) 800m自由形・特別解説者
- 炎の体育会TV（TBS）

## エピソード
- 2004年アテネオリンピックで、金メダルを獲得した際のメダリストセレモニーを担当したのは国際水泳連盟の役員であり、現役時代は柴田と同じく自由形の名選手であった古橋廣之進だった。古橋は当初、8月21日に行われた女子200m背泳ぎ（中村礼子が銅メダルを獲得したレース）の表彰担当だったが、担当レースの直後に行われた女子800m自由形で柴田が優勝した。この際、国際水泳連盟が「自由形で日本の選手が優勝したんだ。日本の自由形の花形選手だったフルハシがシバタに金メダルを授与する方がいいだろう」という粋な計らいから表彰担当役員を入れ替えたことで実現したものだった[7]。